# Scolopendra
Scolopendra (tiếng Latinh bắt nguồn từ tiếng Hy Lạp σκολόπενδρα, skoˈlo.pen.ðɾa) là một chi rết nhiệt đới kích thước lớn thuộc họ Ngô công.

## Mô tả
Chi Scolopendra chứa nhiều loài rết được tìm thấy trên khắp các vùng nhiệt đới và ôn đới ấm trên thế giới. Các loài thuộc chi này có những khác biệt đáng kể về màu sắc lẫn kích thước. Các loài thuộc chi Scolopendra hầu hết đều có kích thước lớn. Các loài có kích thước lớn nhất được tìm thấy ở vùng khí hậu nhiệt đới có thể dài hơn 30 cm (12 in) và là những loài rết lớn nhất còn tồn tại trên thế giới. Tất cả các loài thuộc chi Scolopendra có thể gây đau đớn bởi vết cắn của chúng. Chúng truyền nọc độc thông qua các forcipule, không phải là răng nanh hoặc các bộ phận miệng khác.

## Sinh thái học
Các loài thuộc chi Scolopendra là các loài săn mồi chủ động, thức ăn chủ yếu của chúng là côn trùng và các động vật không xương sống khác. Các tiêu bản lớn của các loài này thể hiện đối tượng mà chúng săn bao gồm cả ếch, tarantula, thằn lằn, chim, rắn, động vật gặm nhấm và thậm chí cả dơi. Hai loài có nguồn gốc châu Á, S. cataracta và S. paradoxa, cũng như S. alcyona có nguồn gốc từ Quần đảo Nansei, được ghi nhận là những loài lưỡng cư, vì những loài này có thể di chuyển dưới nước bằng cách bơi hoặc đi bộ.

## Nọc độc
Nọc độc của hầu hết các loài thuộc chi này không có ý nghĩa đối với y tế; Tuy nhiên, vết cắn từ một số loài có thể gây đau và sưng dữ dội và kéo dài. Nọc độc của các loài có kích thước lớn có nguồn gốc từ các vùng thuộc châu Á - Thái Bình Dương, chẳng hạn như rết Việt Nam và rết khổng lồ Việt Nam, được ghi nhận là đặc biệt mạnh, và đã gây ra một trường hợp tử vong. Năm 2014, một trường hợp tử vong được ghi nhận do vết cắn của Scolopendra gigantea. Nọc độc của một số loài Scolopendra đã được tìm thấy có chứa các hợp chất như serotonin, phospholipase tan huyết, protein ngộ độc tim, và tiêu tế bào tố.

## Lịch sử phân loại
Scolopendra được Carl Linnaeus tạo nên vào năm 1758, được ghi nhận trong Ấn bản thứ 10 của Systema Naturae, được xem là khởi đầu cho danh pháp động vật học. Chỉ có hai loài ban đầu được xếp vào chi này hiện vẫn còn được xếp trong đây là Scolopendra gigantea và S. morsitans. Scolopendra morsitans sau này được chọn làm loài điển hình của chi theo Opinion 454 of the Ủy ban Quốc tế về Danh mục Động vật học, thay thế cho loài Scolopendra forficata (danh pháp hiện nay là Lithobius forficatus) từng được Pierre André Latreille chỉ định làm loài điển hình.

## Loài
Chi Scolopendra chứa các loài sau:
- Scolopendra abnormis Lewis & Daszak, 1996
- Scolopendra afer (Meinert, 1886)
- Scolopendra alcyona Tsukamoto & Shimano, 2021
- Scolopendra algerina Newport, 1845
- Scolopendra alternans Leach, 1813
- Scolopendra andhrensis Jangi & Dass, 1984
- Scolopendra angulata Newport, 1844
- Scolopendra angusticollis Murray, 1887
- Scolopendra anomia Newport, 1844
- Scolopendra appendiculata Daday, 1891
- Scolopendra arenicola (Lawrence, 1975)
- Scolopendra arthrorhabdoides Ribaut, 1912
- Scolopendra attemsi Lewis, Minelli & Shelley, 2006
- Scolopendra aztecorum Verhoeff, 1934
- Scolopendra calcarata Porat, 1876
- Scolopendra canidens Newport, 1844
- Scolopendra cataracta Siriwut, Edgecombe & Panha, 2016[11]
- Scolopendra childreni Newport, 1844
- Scolopendra chlora Chamberlin, 1942
- Scolopendra chlorotes C. L. Koch, 1856
- Scolopendra cingulata Latreille, 1829
- Scolopendra clavipes C. L. Koch, 1847
- Scolopendra concolor Newport, 1845
- Scolopendra crassa Templeton, 1846
- Scolopendra cretica Attems, 1902
- Scolopendra cribrifera Gervais, 1847
- Scolopendra crudelis C. L. Koch, 1847
- Scolopendra dalmatica C. L. Koch, 1847
- Scolopendra dawydoffi Kronmüller, 2012
- Scolopendra dehaani Brandt, 1840
- Scolopendra ellorensis Jangi & Dass, 1984
- Scolopendra fissispina L. Koch, 1865
- Scolopendra foveolata Verhoeff, 1937
- Scolopendra galapagoensis Bollman, 1889
- Scolopendra gigantea Linnaeus, 1758
- Scolopendra gracillima Attems, 1898
- Scolopendra hainanum Kronmüller, 2012
- Scolopendra hardwickei Newport, 1844
- Scolopendra hermosa Chamberlin, 1941
- Scolopendra heros Girard, 1853
- Scolopendra horrida C. L. Koch, 1847
- Scolopendra inaequidens Gervais, 1847
- Scolopendra indiae (Chamberlin, 1914)
- Scolopendra indica Meinert, 1886
- Scolopendra inermipes C. L. Koch, 1847
- Scolopendra inermis Newport, 1845
- Scolopendra jangii Khanna & Yadav, 1997
- Scolopendra japonica Koch, 1878
- Scolopendra koreana (Verhoeff, 1934)
- Scolopendra labiata C. L. Koch, 1863
- Scolopendra laeta Haase, 1887
- Scolopendra langi (Chamberlin, 1927)
- Scolopendra latro Meinert, 1886
- Scolopendra leki (Waldock & Edgecombe 2012)
- Scolopendra limicolor Wood, 1861
- Scolopendra lucasii Gervais, 1847
- Scolopendra lufengia S. Kang et al., 2017[12]
- Scolopendra lutea (Attems, 1928)
- Scolopendra madagascariensis Attems, 1910
- Scolopendra malkini Chamberlin, 1955
- Scolopendra mazbii Gravely, 1912
- Scolopendra media (Muralewicz, 1926)
- Scolopendra melionii Lucas, 1853
- Scolopendra metuenda Pocock, 1895
- Scolopendra michoacana Chamberlin, 1941
- Scolopendra mima Chamberlin, 1942
- Scolopendra mirabilis (Porat, 1876)
- Scolopendra monticola (Lawrence, 1975)
- Scolopendra morsitans Linnaeus, 1758
- Scolopendra multidens Newport, 1844
- Scolopendra negrocapitis Zhang & Wang, 1999
- Scolopendra nuda (Jangi & Dass, 1980)
- Scolopendra occidentalis F. Meinert, 1886
- Scolopendra octodentata Verhoeff, 1934
- Scolopendra oraniensis Lucas, 1846
- Scolopendra paradoxa Doménech, 2018
- Scolopendra pachygnatha Pocock, 1895
- Scolopendra paranuda (Khanna & Tripathi, 1987)
- Scolopendra pentagramma Motschoulsky, 1886
- Scolopendra pinguis Pocock, 1891
- Scolopendra polymorpha Wood, 1861
- Scolopendra pomacea C. L. Koch, 1847
- Scolopendra puncticeps Wood, 1861
- Scolopendra punensis Jangi & Dass, 1984
- Scolopendra robusta Kraepelin, 1903
- Scolopendra sanatillae Bollman, 1893
- Scolopendra silhetensis Newport, 1845
- Scolopendra spinipriva Bücherl, 1946
- Scolopendra spinosissima Kraepelin, 1903
- Scolopendra subspinipes Leach, 1816
- Scolopendra sumichrasti Saussure, 1860
- Scolopendra tenuitarsis Pocock, 1895
- Scolopendra teretipes (Porat,1893)
- Scolopendra valida Lucas, 1840
- Scolopendra violacea Fabricius, 1798
- Scolopendra viridicornis Newport, 1844
- Scolopendra viridipes Dufour, 1820
- Scolopendra viridis Say, 1821
- Scolopendra zuluana (Lawrence, 1958)

Loài hóa thạch †Scolopendra proavita được tìm thấy trong trầm tích hổ phách Baltic thuộc thế Eocen ở Ba Lan. Dấu tích hóa thạch của một loài được cho là S. morsitans (= S. (cf) morsitans) cũng được tìm thấy trong những phiến đá thuộc thế Pliocen ở Makapansgat, Nam Phi.

## Hình ảnh
Hình ảnh
- S. oraniensis
- S. viridis
- S. canidens
- S. viridis maya
- S. multidens
- S. aztecorum
- S. hermosa
- S. dalmatica
- S. viridis viridis
- S. valida